# Transformada de Anscombe

Desvio padrão da variável aleatória de Poisson estabilizada após transformação com transformada estabilizadora de variância de Anscombe.

Em estatística, a transformada de Anscombe, nomeada em homenagem a Francis Anscombe, é uma transformação de estabilização de variância que transforma uma variável aleatória com uma distribuição de Poisson em uma com uma distribuição Gaussiana aproximadamente padrão.
A transformada de Anscombe é amplamente usada em imagens limitadas por fótons (astronomia, raios-X), onde as imagens seguem naturalmente a lei de Poisson. A transformada de Anscombe é geralmente usada para pré-processar os dados a fim de tornar o desvio padrão aproximadamente constante.  Em seguida, algoritmos de redução de ruído projetados para a estrutura de ruído gaussiano branco aditivo são usados; a estimativa final é então obtida aplicando uma transformação inversa de Anscombe aos dados sem ruído.

## Definição
Para a distribuição de Poisson, a média {\displaystyle m} e a variância  {\displaystyle v}  não são independentes: {\displaystyle m=v}. A transformada de Anscombe
{\displaystyle A:x\mapsto 2{\sqrt {x+{\tfrac {3}{8}}}}\,}
visa transformar os dados de forma que a variância seja definida em aproximadamente 1 para uma média grande o suficiente; para o zero médio, a variância ainda é zero.
Ele transforma os dados Poissonianos {\displaystyle x} (com média {\displaystyle m}) em dados aproximadamente Gaussianos da média {\displaystyle 2{\sqrt {m+{\tfrac {3}{8}}}}-{\tfrac {1}{4\,m^{1/2}}}+O\left({\tfrac {1}{m^{3/2}}}\right)} 
e desvio padrão {\displaystyle 1+O\left({\tfrac {1}{m^{2}}}\right)}. 
Esta aproximação é boa, desde que {\displaystyle m} é maior que 4.
Para uma variável transformada do formulário {\displaystyle 2{\sqrt {x+c}}}, a expressão para a variação tem um termo adicional {\displaystyle {\frac {{\tfrac {3}{8}}-c}{m}}}; é reduzido a zero em {\displaystyle c={\tfrac {3}{8}}}, que é exatamente a razão pela qual esse valor foi escolhido.

## Inversão
Quando a transformada de Anscombe é usada na remoção de ruído (ou seja, quando o objetivo é obter {\displaystyle x} uma estimativa de {\displaystyle m}), também é necessário para retornar os dados estabilizados de variância e com silenciador {\displaystyle y} para o intervalo original.
Aplicando o inverso algébrico.
{\displaystyle A^{-1}:y\mapsto \left({\frac {y}{2}}\right)^{2}-{\frac {3}{8}}}
geralmente introduz um viés indesejado na estimativa da média {\displaystyle m}, porque a transformação direta de raiz quadrada não é linear. Às vezes, usando o inverso assintoticamente imparcial
{\displaystyle y\mapsto \left({\frac {y}{2}}\right)^{2}-{\frac {1}{8}}}
mitiga a questão do viés, mas este não é o caso na imagem limitada por fótons, para a qual o inverso imparcial exato dado pelo mapeamento implícito
{\displaystyle \operatorname {E} \left[2{\sqrt {x+{\tfrac {3}{8}}}}\mid m\right]=2\sum _{x=0}^{+\infty }\left({\sqrt {x+{\tfrac {3}{8}}}}\cdot {\frac {m^{x}e^{-m}}{x!}}\right)\mapsto m}
deve ser usado. Uma aproximação de forma fechada deste inverso imparcial exato é
{\displaystyle y\mapsto {\frac {1}{4}}y^{2}-{\frac {1}{8}}+{\frac {1}{4}}{\sqrt {\frac {3}{2}}}y^{-1}-{\frac {11}{8}}y^{-2}+{\frac {5}{8}}{\sqrt {\frac {3}{2}}}y^{-3}.}

## Alternativas
Existem muitas outras transformações de estabilização de variância possíveis para a distribuição de Poisson. O relatório Bar-Lev e Enis uma família de tais transformações que inclui a transformação de Anscombe. Outro membro da família é a transformação Freeman-Tukey
{\displaystyle A:x\mapsto {\sqrt {x+1}}+{\sqrt {x}}.\,}
Uma transformação simplificada, obtida como a primitiva do recíproco do desvio padrão dos dados, é
{\displaystyle A:x\mapsto 2{\sqrt {x}}\,}
que, embora não seja tão bom em estabilizar a variância, tem a vantagem de ser mais facilmente compreendida. Na verdade, a partir do método delta,
{\displaystyle V[2{\sqrt {x}}]\approx \left({\frac {d(2{\sqrt {m}})}{dm}}\right)^{2}V[x]=\left({\frac {1}{\sqrt {m}}}\right)^{2}m=1}.

## Generalização
Embora a transformada de Anscombe seja apropriada para dados Poisson puros, em muitas aplicações os dados apresentam também um componente Gaussiano aditivo. Esses casos são tratados por uma transformação Anscombe generalizada e seus inversos não enviesados assintoticamente ou exatos não enviesados.